# Берген-оп-Зом
Берген-оп-Зом (нід. Bergen op Zoom, МФА: [ˈbɛrɣənˌɔpˈsoːm]) — муніципалітет і місто в південно-західній частині Нідерландів, в провінції Північний Брабант. За статистичними даними від 2010 року населення становить 65 908 тисяч. Загальна площа — 93,13 км².

## Населені пункти
Крім безпосередньо міста Берген-оп-Зом на території однойменного муніципалітету розташовані села:
- Галстерен
- Лепелстрат

## Персоналії, пов'язані з Берген-оп-Зом
- Якоб Обрехт (1450 — 1505) — композитор
- Еразм Ротердамський (1469 — 1536) — мислитель епохи Відродження
- Михайло де Рюйтер (1607 — 1676) — голландський адмірал, герцог
- Вім Крусіо (народився 1954) — науковий директор у CNRS